# Julian Filipowicz
Julian Filipowicz, né le 13 septembre 1895 à Lemberg et mort le 14 août 1945 à Otwock, est un militaire polonais.
Il a commandé la brigade de cavalerie de Volhynie.